# Favelas em Chenai

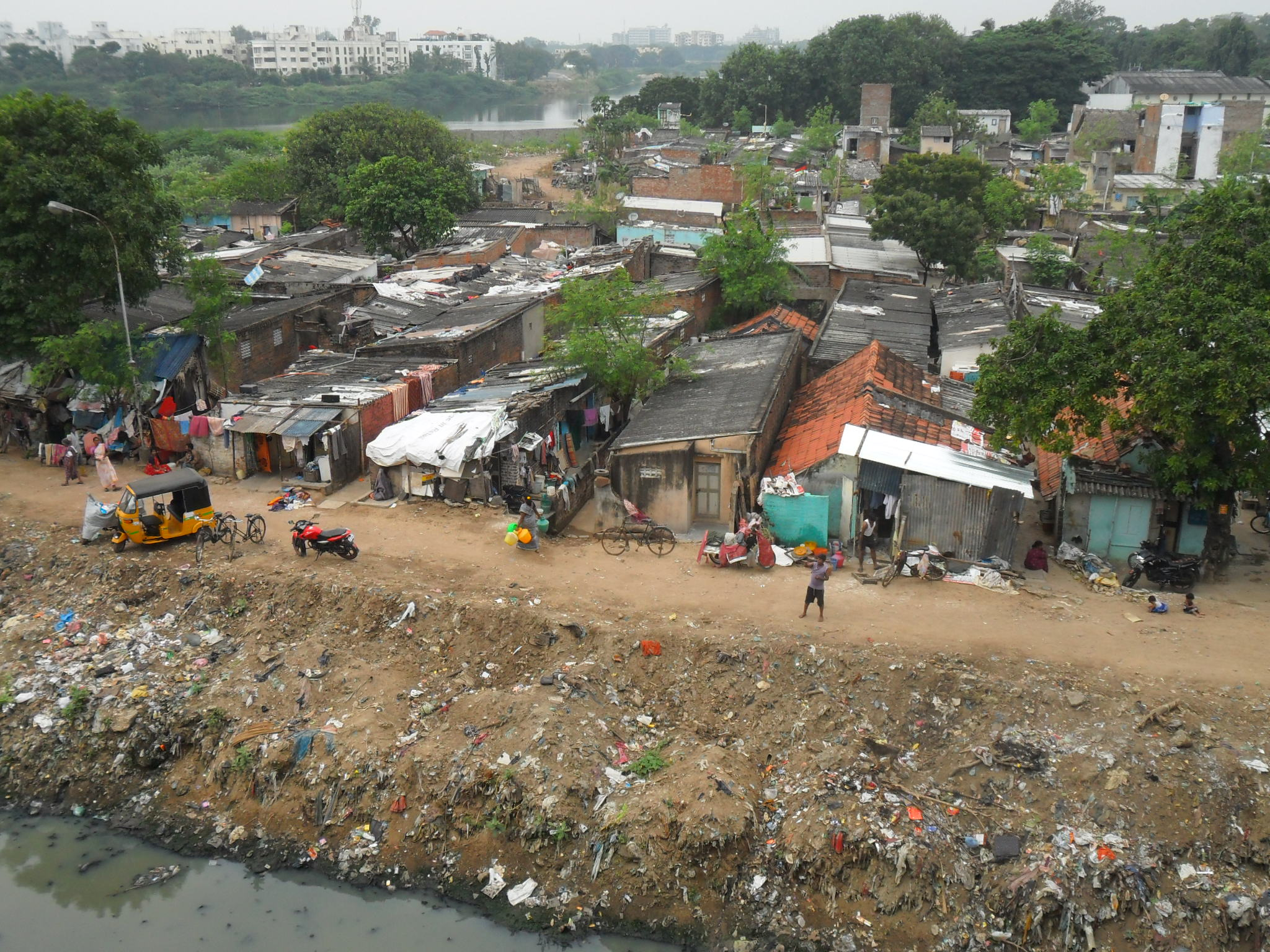
Favela em Chenai

Chenai é a capital do estado de Tamil Nadu, no sul da Índia, e é a quarta maior cidade metropolitana do país. Um total de 29% da população de Chenai residia em favelas em 2011. O governo estadual de Tamil Nadu estabeleceu um Conselho de Desminagem de Favelas, sob a liderança de um ministro.

## Demografia
De acordo com o Censo da Índia de 2011, 28,89% dos habitantes de Chenai viviam em favelas. Chenai (1,34 milhões) é o quarto na lista de população total de favelas entre Mumbai (5,21 milhões), Hyderabad (2,29 milhões) e Calcutá (1,41 milhões).
Dos totais provisórios de população de 2001, as favelas de Chenai eram de 10,79.414 pessoas, o que constituía 25,6% da população total da cidade. Salem e Trichy tinham 23% e 19% da população vivendo em favelas. Do total em Chenai, 548.517 eram homens e o restante eram 530.897 mulheres. A proporção entre os sexos das crianças era de 968 mulheres para cada 1.000 homens, em comparação com a proporção entre os sexos não favelados de 945. A taxa de alfabetização da população favelada foi de 80,09%, sendo 85,77% no sexo masculino e 74,21% no feminino. Havia um total de 125.725 domicílios constituindo 81.128 domicílios permanentes (64,53%), 22.415 domicílios semipermanentes (17,83%) e 22.182 domicílios temporários (17,64%). 66,96% das residências possuíam cômodo único, 24,19% possuíam dois, 5,85% possuíam três e 2,17% possuíam mais de três cômodos. Havia no total 70.689 (56,23%) casas próprias, 50.764 (40,38%) casas alugadas e 4.272 (3,39%) outras casas. Apenas 26% da população total tinha acesso a água nas casas, enquanto a maioria viaja pelo menos 500 metros para obter água potável. As bombas manuais e os tubos são as principais fontes de água. Eram 38.838 (30,89%) bombas manuais, 53.556 (42,60%) encanamentos, 3.162 (2,52%) poços tubulares, 4.665 poços e 25.062 (19,93%) outras fontes de água. Apenas 79,41% dos moradores das favelas tinham acesso à eletricidade e 1.409 domicílios não tinham acesso à iluminação. Cerca de 34% das famílias não tinham latrinas, resultando na propagação de doenças. Cerca de 43,87% dos domicílios possuíam rádio, enquanto 60,07% dos domicílios possuíam Televisão.

## Fatores
O principal fator que contribui para o desenvolvimento das favelas é a falta de emprego nas áreas rurais e a rápida urbanização em Chenai. As pessoas migram de sua cidade natal para Chenai e são empregadas em diferentes setores não organizados.

## Trabalho
De acordo com um estudo publicado na Society for Participatory Research in Asia and Indicus Analytics, as favelas urbanas nas cidades metropolitanas contribuem com 7% do produto Interno Bruto (PIB) do país.

## Políticas governamentais
O governo de Tamil Nadu não tinha nenhuma política até 1971, embora tivesse notificado as favelas do período pré-independência de 1932.  A Lei de Áreas de Favelas Tamil Nadu (Melhoria e Desobstrução) de 1971 autorizou o governo a proteger os direitos dos moradores das favelas de despejo ou realocação. A política ajudou a criar o Tamil Nadu Slum Clearance Board (TNSCB), que está subordinado ao Departamento de Habitação do governo estadual de Tamil Nadu. O governo também tinha poderes para demolir favelas questionáveis. Algumas das obras de desenvolvimento de favelas do governo são financiadas externamente por agências como o Banco Mundial.

## Infraestrutura
A maioria das favelas eram casas de um só cômodo e tinham péssimas condições de vida. O quarto era usado para todos os fins domésticos, como cozinhar, dormir e limpar vasilhas. A maioria das favelas não tem drenagem e os banheiros abertos são amplamente utilizados, resultando na disseminação de doenças.
O Chenai MRTS (linha ferroviária) foi concluído em várias fases entre 1998 e 2004 teve problemas de infraestrutura, pois a maior parte do caminho estava localizado em favelas.

## Recuperação
O governo sob sua visão 2023 formulou a ideia de construir 10.000 apartamentos em kadambur a um custo de 825 crores. Está planejada para ser uma estrutura residencial autossustentável com infra-estrutura.